# Distretto di Baštanka
Il distretto di Baštanka  (in ucraino Баштанський район?) è un distretto nell'oblast' di  Mykolaïv in Ucraina. Il suo centro amministrativo è la città di Baštanka. Ha una popolazione di 134 234 abitanti.
Il 18 luglio 2020, come parte della riforma amministrativa dell'Ucraina, il numero di distretti dell'oblast di Mykolaïv è stato ridotto a quattro e l'area del distretto di Baštanka è stata notevolmente ampliata.